# أوقست ميكلسن
أوقست ميكلسن (بالنرويجية البوكمول: August Mikkelsen)‏ هو لاعب كرة قدم نرويجي في مركز الوسط، ولد في 24 أكتوبر 2000. لعب مع ترومسو إيدريتسلاغ.

## وصلات خارجية
- أوقست ميكلسن على موقع اتحاد النرويج (النرويجية)
- أوقست ميكلسن على موقع قاعدة بيانات كرة القدم.إي يو (الإنجليزية)
- أوقست ميكلسن على موقع Soccerbase.com (لاعب) (الإنجليزية)
- أوقست ميكلسن على موقع Soccerway.com (الإنجليزية)